# Hanahan
Hanahan es una ciudad situada en el estado de Carolina del Sur, en los Estados Unidos, en el Condado de Berkeley. La ciudad en el año 2000 tenía una población de 12.937 habitantes en una superficie de 27,7 km², con una densidad poblacional de 496 personas por km². 

## Geografía
Hanahan se encuentra ubicada en las coordenadas 32°55′11″N 79°59′45″O / 32.91972, -79.99583. Según la Oficina del Censo, la ciudad tiene un área total de 27,7 km² (10,7 mi²), de la cual 26,1 km² (10,1 mi²) es tierra y 1,6 km² (0,6 mi²) (5.80%) es agua.

## Demografía
En el 2000 la renta per cápita promedia del hogar era de $39.327, y el ingreso promedio para una familia era de $45.246. El ingreso per cápita para la localidad era de $22.629. En el año 2.000 los hombres tenían un ingreso per cápita de $30.350 contra $22.374 para las mujeres. Alrededor del 15,40% de la población estaba bajo el umbral de pobreza nacional. 

### Localidades adyacentes
El siguiente diagrama muestra a las localidades en un radio de 20 kilómetros (12,4 mi) de Hanahan.